# Самара Вивинг
Самара Вивинг (рођена 23. фебруара 1992) је аустралијска глумица и модел. Њена прва улога била је Кирстен Мулрони у Би-Би-Сијевој телевизијској серији Из ведра неба (енгл. Out of the Blue) из Аустралије. Од 2009. до 2013. године играла је Инди Волкер у Кући и у гостима (енгл. Home and Away.).

## Младост
Вивинг је рођена у Аделејду, али је одрасла у Сингапуру, на Фиџију и Индонезији. Њен отац, Симон Вивинг је режисер и уметнички директор Међународног филмског фестивала Канбера. Њена мајка је Малтежанка. Њена млађа сестра Морган је такође глумица, а њихов ујак је филмски и позоришни глумац Хуго Вивинг.
Вивинг и њена породица су се преселили у Канберу 2005. године и похађала је Женску Школу за граматику (енгл. Canberra Girls Grammar School). Постала је драмски капетан и појавила се у разним школама и позоришним продукцијама.

## Каријера
Прва главна глумачка улога Вивингове била је Кирстен Мулрони у сапуницу из Аустралије и Велике Британије "Out of the Blue" 2008. године. Године 2009. Вивинг је била названа као Индиго "Инди" Волкер у аустралијској сапунској опери "Кући и у гостима" (енгл. Home and Away). Премештена је из Канбере у Сиднеј за снимање.
За њену представу о Инди, Вивинг је добила номинацију за награду публике за најбољу женску представу у телевизијској драми на 1. ААЦТА награду 2012. године. У јулу 2013. године Вивинг је потврдила да је снимила своје последње сцене за "Кући и у гостима". Глумица је осетила да је међународним успехом шоуа било право време за нове улоге. Исте године, појавила се у филму "Мистериозни пут" (енгл. Mystery Road), заједно са својим ујаком Хугом Вивингом.
Вивинг је започела са моделингом аустралијским брендом Бондс од 2012. године. Током прве кампање компаније у 2014. години, појавила се заједно са сурфером Овен Рајтом.
У 2016. години Вивинг се појавила у акцијској комедији "Монструозни камиони" (енгл. Monster Trucks) као Бријан. Била је постављена за ову улогу током свог првог путовања у Лос Ангелесу током 2014. године.

## Филмографија
| Година | Наслов                           | Улога            |
| ------ | -------------------------------- | ---------------- |
| 2017.  | Три плаката изван града          | Пенелопа         |
| 2017.  | Mayhem                           | Мелани Круз      |
| 2017.  | Дадиља из пакла                  | Би               |
| 2019.  | Спремна или не                   | Грејс ле Домас   |
| 2020.  | Дадиља из пакла 2: Краљица смрти | Би               |
| 2021.  | Змијске Очи                      | О’Хара / Скарлет |
| 2022.  | Вавилон                          | Колин Мур        |
| 2023.  | Врисак 6                         | Лора Крејн       |